# Wilkerson (Californie)
Pour les articles homonymes, voir Wilkerson.
Wilkerson est une census-designated place du comté d'Inyo, dans l'État de Californie, aux États-Unis,. En 2020, elle compte une population de 543 habitants.